# مزرعة غوركي ملك زادة (رستاق)
مزرعة غوركي ملك زادة (بالإنجليزية: Mazraeh-ye Gurki Malekzadeh)‏ هي منطقة سكنية تقع في إيران في فارس. يقدر عدد سكانها بـ 18 نسمة .